# 密花孩儿草
密花孩儿草（学名：Rungia densiflora）为爵床科孩儿草属的植物，是中国的特有植物。分布于中国大陆的浙江、江西、安徽、广东等地，生长于海拔400米至800米的地区，一般生长在潮湿的沟谷林下，目前尚未由人工引种栽培。